# مروى بوزياني
مروى بوزياني هي لاعبة ألعاب قوى تونسية وُلدت في 26 مارس 1997 في مدينة الرقاب بتونس، وشاركت في دورة الألعاب الأولمبية الصيفية 2020 في سباقات 3000 متر موانع، حيث تمكنت من تحقيق أفضل رقم لها، بعدما أنهت السباق في مدة بلغت 9:31.25.
ضمنت مروى بوزياني التأهل لدورة الألعاب الأولمبية الصيفية 2024 التي من المقرر لها أن تقام في باريس بفرنسا عام 2024 بعدما احتلت المركز العاشر في سباق 3000 متر موانع للسيدات في بطولة العالم لألعاب القوى التي أقيمت في مدينة بودابست بالمجر عام 2023.

## مسيرتها الرياضية
بدأت مروى بوزياني مسيرتها الرياضية في ألعاب القوى في سن التاسعة من عمرها مع نادي الهلال الرياضي، وسرعان ما انضمت لقائمة المنتخب التونسي لألعاب القوى لتخوض أولى بطولاتها مع المنتخب وهي في سن الثالثة عشرة عندما شاركت في بطولة الألعاب المغاربية التي أقيمت عام 2012 في مدينة ساقية سيدي يوسف بتونس، وفي العام التالي شاركت مروى بوزياني مع المنتخب التونسي في منافسات البطولة العربية التي أقيمت في مصر، ثُم في بطولة العالم لألعاب القوى للناشئات التي أقيمت في أوكرانيا عام 2013، والتي احتلت فيها المركز التاسع على مستوى العالم وحققت رقمًا قياسيًّا تونسيًا جديدًا في سباق 2000 متر موانع. وفي عام 2022 احتلت المرتبة السابعة عشرة عالميا في تصنيف الاتحاد الدولي للاعبات ألعاب القوى المحترفات في سباق 3000 متر موانع.

## المشاركات والميداليات
شاركت مروى بوزياني في دورة الألعاب الأولمبية الصيفية للشباب عام 2014، واحتلت المرتبة الخامسة عالميا في سباق 2000 متر موانع بعدما تمكنت من إنهاء السباق في مدة 6 دقائق و 23 ثانية. وفي عام 2016، شاركت مروى بوزياني في بطولة العالم لألعاب القوى للشباب تحت 20 سنة، والتي أقيمت في مدينة بيدغوشتش ببولندا، واحتلت المركز الحادي عشر في ترتيب المشاركين في البطولة، وفي عام 2021 نجحت في إحراز الميدالية الذهبية في البطولة العربية لألعاب القوى، والتي أقيمت في مدينة رادس بتونس في سباق 3000 متر مطاردة للسيدات بعدما أنهت السباق في مدة بلغت 9:48.05 دقيقة. وفي عام 2021 شاركت مروى بوزياني في دورة الألعاب الأولمبية الصيفية التي أقيمت في طوكيو باليابان حيث احتلت المرتبة السادسة بين فرق المجموعة الأولى في الدور الأول من منافسات البطولة في سباق 3000 متر موانع بعدما أنهت السباق في مدة بلغت 9.31.25 دقيقة، غير أن هذه النتيجة لم تمكنها من التأهل إلى الدور النهائي، وبذلك احتلت المرتبة العشرين في البطولة. ويوضح الجدول التالي أهم المُسابقات والبطولات التي شاركت فيها مروى بوزياني، وأبرز الميداليات والألقاب التي حققتها في البطولات والمسابقات المختلفة:
| العام | المسابقة                                               | المكان                                           | المنافسات              | الترتيب/الميدالية                   | ملاحظات                                |
| ----- | ------------------------------------------------------ | ------------------------------------------------ | ---------------------- | ----------------------------------- | -------------------------------------- |
| 2013  | البطولة العربية لألعاب القوى للشباب 2013               | القاهرة، مصر                                     | سباق 2000 متر - موانع  | المركز الثاني (الميدالية الفضية)    | أنهت السباق في مدة بلغت 7:02.65 دقيقة  |
| 2013  | بطولة العالم لألعاب القوى للشباب 2013                  | دونيتسك، أوكرانيا                                | سباق 2000 متر - موانع  | المركز التاسع                       | أنهت السباق في مدة بلغت 6:52.30 دقيقة  |
| 2014  | دورة الألعاب الأولمبية الصيفية للشباب 2014             | نانجينغ، الصين                                   | سباق 2000 متر - موانع  | المركز الخامس                       | أنهت السباق في مدة بلغت 6:44.29 دقيقة  |
| 2014  | دورة الألعاب الأولمبية الصيفية للشباب 2014             | نانجينغ، الصين                                   | سباق 8 x 100 متر تتابع | المركز الخامس                       | أنهت السباق في مدة بلغت 1:53.66 دقيقة  |
| 2016  | دورة ألعاب البحر الأبيض المتوسط للشباب تحت 23 عام 2016 | تونس، تونس                                       | سباق 3000 متر - موانع  | المركز الثاني (الميدالية الفضية)    | أنهت السباق في مدة بلغت 10:21.63 دقيقة |
| 2016  | بطولة العالم لألعاب القوى للشباب تحت 20 عام 2016       | بيدغوشتش، بولندا                                 | سباق 3000 متر - موانع  | المركز الحادي عشر                   | أنهت السباق في مدة بلغت 10:05.25 دقيقة |
| 2017  | البطولة العربية لألعاب القوى 2017                      | رادس، تونس                                       | سباق 3000 متر - موانع  | المركز الرابع                       | أنهت السباق في مدة بلغت 10:37.58 دقيقة |
| 2017  | الألعاب الفرانكوفونية 2017                             | أبيدجان، ساحل العاج                              | سباق 3000 متر - موانع  | المركز الثالث (الميدالية البرونزية) | أنهت السباق في مدة بلغت 10:10.78 دقيقة |
| 2018  | دورة ألعاب البحر الأبيض المتوسط للشباب تحت 23 عام 2018 | جيسولو، إيطاليا                                  | سباق 3000 متر - موانع  | المركز العاشر                       | أنهت السباق في مدة بلغت 10:59.09 دقيقة |
| 2019  | دورة الألعاب الإفريقية 2019                            | الرباط، المغرب                                   | سباق 3000 متر - موانع  | المركز السادس                       | أنهت السباق في مدة بلغت 10:07.33 دقيقة |
| 2019  | بطولة العالم لألعاب القوى 2019                         | الدوحة، قطر                                      | سباق 3000 متر - موانع  | المركز الحادي والثلاثين             | أنهت السباق في مدة بلغت 9:47.78 دقيقة  |
| 2021  | البطولة العربية لألعاب القوى 2021                      | رادس، تونس                                       | سباق 3000 متر - موانع  | المركز الأول (الميدالية الذهبية)    | أنهت السباق في مدة بلغت 9:48.05 دقيقة  |
| 2021  | البطولة العربية لألعاب القوى 2021                      | رادس، تونس                                       | سباق 4 x 400 متر تتابع | المركز الثاني (الميدالية الفضية)    | أنهت السباق في مدة بلغت 3:56.79 دقيقة  |
| 2021  | الألعاب الأولمبية الصيفية 2021                         | طوكيو، اليابان                                   | سباق 3000 متر - موانع  | المركز العشرين                      | أنهت السباق في مدة بلغت 9:31.25 دقيقة  |
| 2022  | ألعاب البحر الأبيض المتوسط 2022                        | وهران، الجزائر                                   | سباق 3000 متر - موانع  | المركز الثاني (الميدالية الفضية)    | أنهت السباق في مدة بلغت 9:29.11 دقيقة  |
| 2022  | بطولة العالم لألعاب القوى 2022                         | يوجين، ولاية أوريغون، الولايات المتحدة الأمريكية | سباق 3000 متر - موانع  | المركز التاسع                       | أنهت السباق في مدة بلغت 9:20.92 دقيقة  |
| 2023  | دورة الألعاب العربية 2023                              | وهران، الجزائر                                   | سباق 3000 متر - موانع  | المركز الثاني (الميدالية الفضية)    | بعدما أنهت السباق في 9:17.28 دقيقة     |
| 2023  | بطولة العالم لألعاب القوى 2023                         | بودابست، المجر                                   | سباق 3000 متر - موانع  | المركز العاشر                       | أنهت السباق في مدة بلغت 9:15.07 دقيقة  |